# Le Témoin (film, 1978)
Pour les articles homonymes, voir Le Témoin.
Pour plus de détails, voir Fiche technique et Distribution.
Le Témoin est un film franco-italien réalisé par Jean-Pierre Mocky et sorti le 20 septembre 1978.

## Synopsis
À Reims, un riche provincial, Robert Maurisson (Philippe Noiret), homme d'affaires, mène une vie sans histoire. Il invite un jour son vieil ami Antonio Berti (Alberto Sordi), peintre italien, afin de restaurer les tableaux de la cathédrale. Maurisson commet un crime effroyable dans cette ville de notables : il étrangle une jeune fille de la chorale avec qui il avait eu une relation. Celle-ci ayant servi de modèle pour Antonio, les soupçons se portent sur lui. Antonio sera victime d'une erreur judiciaire, cela malgré l'entêtement de l'inspecteur de police homosexuel qui pense connaître le vrai coupable. M. Maurisson est abattu par le père de la petite, pensant abattre Antonio au volant de sa voiture. Dès lors, Antonio ne peut plus prouver son innocence : il sera condamné à mort et exécuté.

## Fiche technique
- Titre : Le Témoin
- Scénario, adaptation et dialogues : Rodolfo Sonego, Augusto Caminito, Sergio Amidei, Jean-Pierre Mocky, Alberto Sordi et Jacques Dreux, d'après le roman Shadow of a Doubt (Le Canard du doute) de Harrison Judd
- Musique : Piero Piccioni
- Assistant réalisateur : Tony Aboyantz
- Montage : Michel Lewin
- Décors : Carlo Leva
- Son : Louis Hochet, Antonio Pantano et Roberto Alberghini.
- Producteur : Jacques Dorfmann
- Production : Belstar Productions, M.Films (Paris), PAC Produzioni, Atlas Consorziate (Rome)
- Durée : 110 minutes
- Format : couleur (Eastmancolor)
- Date de sortie : 
  - France : 20 septembre 1978
- Genre : comédie dramatique, policier

## Distribution
- Alberto Sordi : Antonio Berti
- Philippe Noiret : Robert Maurisson
- Roland Dubillard : le commissaire Guérin
- Gisèle Préville : Mme Maurisson
- Paul Crauchet : le père de Cathy
- Madeleine Colin : Mlle Valentine
- Dany Bernard : le chasseur
- Sandra Dobrigna : Cathy Massis
- Gérard Hoffmann : l'adjoint du commissaire
- Dominique Zardi : Moignard
- Henri Attal : le garde-chasse
- Jean-Claude Rémoleux : le balayeur
- Consuela Ferrera : Hélène
- Patrick Granier : un badaud
- Youri Radionow : un chasseur
- Jacques Stany : un agent de police
- Autres acteurs : Paul Muller, Clara Algranti, Andréa Estherazi, Giuseppe Fazio, Stanislave Jacob, Francesca Juvara, Zanchi Loris, François Marchessant

## Production

### Tournage
Les scènes de chasse sont filmés dans le site forestier abritant les faux de Verzy près de Reims.

## Autour du film
Au départ, le réalisateur Jean-Pierre Mocky avait choisi Jean Gabin comme protagoniste et acteur principal soit celui d'un professeur de piano accusé d'avoir tué une petite fille. L'acteur a accepté, mais a déclaré qu'il souhaitait que Philippe Noiret soit le partenaire du film. Noiret a accepté aussi, mais Gabin est mort pendant la pré-production. Noiret a alors suggéré Alberto Sordi, le film est donc devenu une coproduction avec l'Italie. La profession du protagoniste a été changée en restaurateur d'art et la production a été déplacée à Rome bien que plusieurs scènes aient été tournées dans et autour de Reims, où l'action se déroule.
La participation de Alberto Sordi posait un autre problème : il n'y avait pas de peine de mort en Italie et le scénariste Sergio Amidei devait trouver une fin acceptable pour le public italien. Deux fins ont ainsi été créées : le personnage de Sordi est guillotiné dans la version française; tandis que dans la version italienne, seule la peine de mort est évoquée, montrant un flash-back avec un Sordi souriant s'amusant à Reims.